# Julien Donkey-Boy
Julien Donkey-Boy es un film independiente escrito y dirigido por Harmony Korine. La película trata de Julien, un joven esquizofrénico protagonizado por el actor escocés Ewen Bremner, y su familia disfuncional. Julien Donkey-Boy es el sexto film realizado bajo las reglas del Dogma 95 y el primer film fuera de Europa en aplicar los "votos de castidad" del Dogma 95.
El estreno del film fue en el Festival de Venecia en septiembre de 1999.
- Datos: Q3109438